# Schildenstein
Der Schildenstein ist ein 1613 m ü. NHN hoher Berg im Mangfallgebirge in Bayern.
Der Gipfel ist in einer leichten Wanderung von Wildbad Kreuth über die Geißalm und die Königsalm zu erreichen. Trittsicherheit erfordert hingegen die drahtseilgesicherte Route über die Wolfsschlucht. Östlich schließen sich die Blauberge an den Schildenstein an.
Das Kavalierhaus auf der Königsalm ließ 1818 Bayernkönig Maximilian I. errichten. Der König soll die Alm häufig besucht haben. Der danebenstehende Holzblockbau aus dem Jahr 1723 ist die größte historische Almhütte im Landkreis Miesbach.

## Galerie

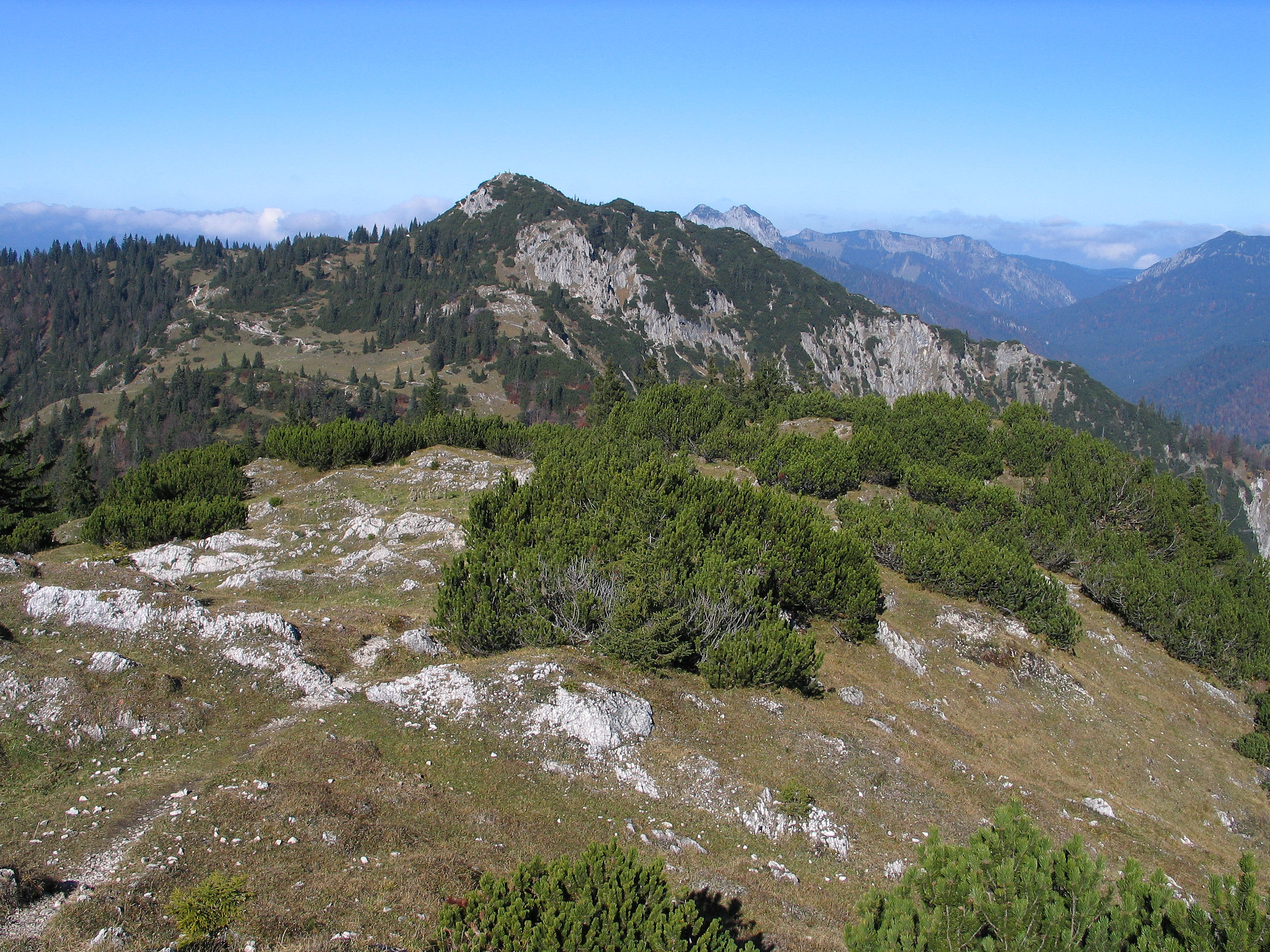
Schildenstein von Osten
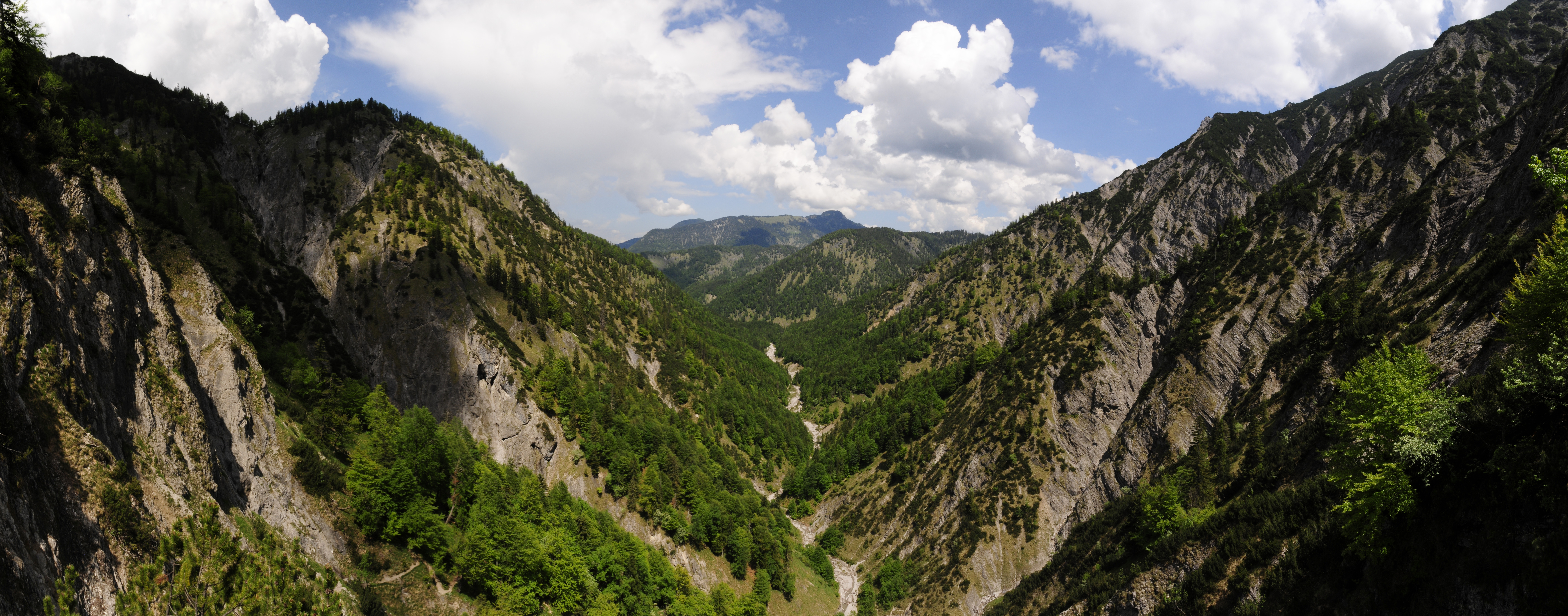
Blick in die Wolfsschlucht
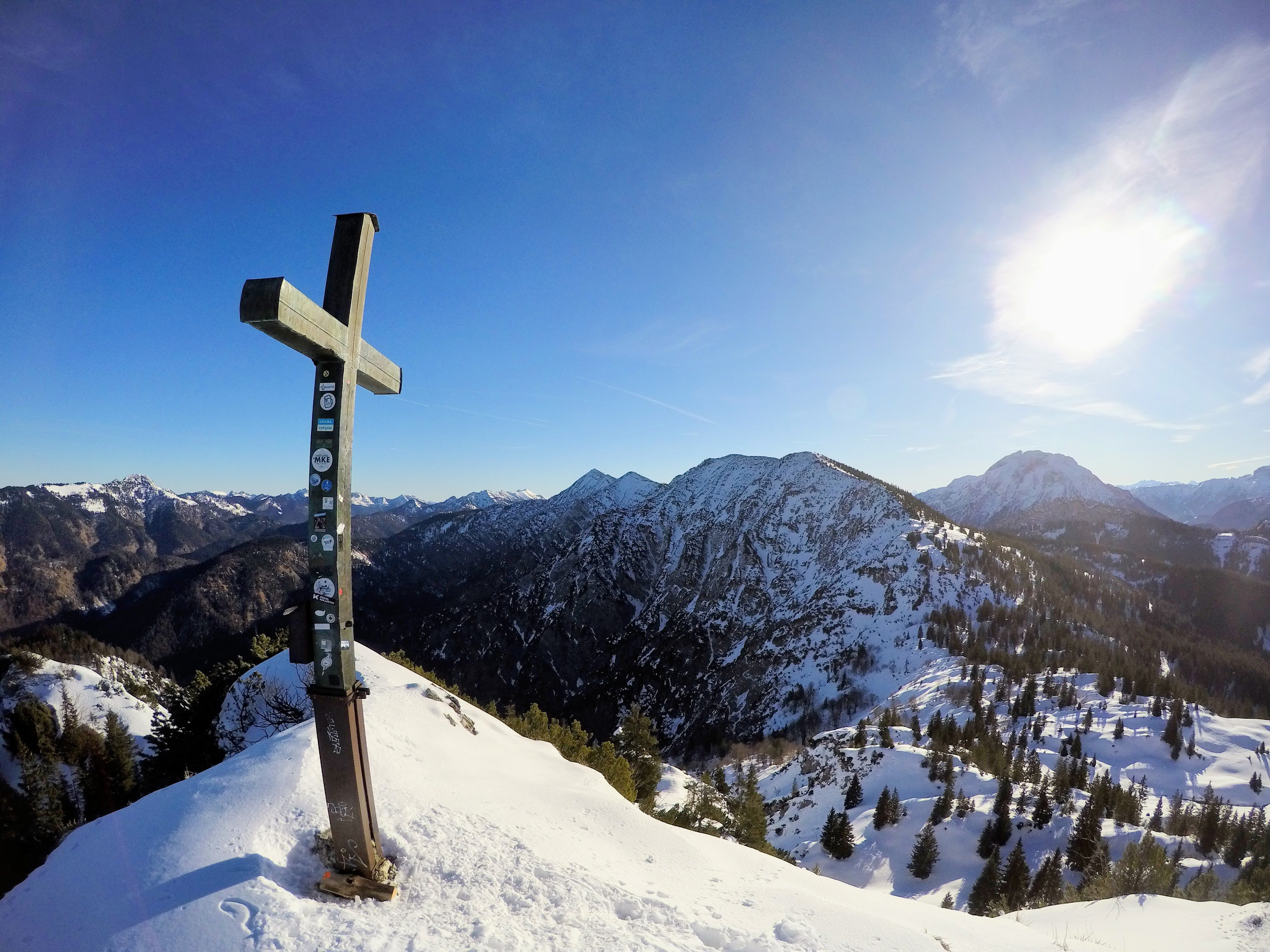
Gipfelkreuz